# Ludmila Grůzová
Ludmila Grůzová (rozená Pospíšilová, 20. července 1936, Studenec – 2. prosince 2011) byla česká archivářka a historička.

## Životopis
Vystudovala archivnictví a historii na Filozofické fakultě Masarykovy univerzity v Brně. Pracovala v Městském archivu v Olomouci (1959–1960), Okresním archivu v Olomouci (1960–1963) a ve Státním okrením archivu v Prostějově (1963–1997), který od roku 1968 vedla.

## Dílo (výběr)
- Kelčice. 100. výročí založení sboru dobrovolných hasičů 1902–2002 a II. sjezd rodáků. Vranovice-Kelčice 2002.
- Počátky města Prostějova. In: Prostějov a jeho místo v dějinách Moravy. Prostějov 1994 s. 31–40.
- (spoluautorka kolektivní monografie) Prostějov. Dějiny města. 2 díly. 1999–2000.